# Diplocephalus lusiscus
Diplocephalus lusiscus är en spindelart som först beskrevs av Simon 1872.  Diplocephalus lusiscus ingår i släktet Diplocephalus och familjen täckvävarspindlar. Inga underarter finns listade i Catalogue of Life.